# Брайнатско неолитно селище
Брайнатското неолитно селище (на гръцки: Νεολιθικός οικισμός Νέας Νικομήδειας) е неолитно селище край берското село Брайнат (Неа Никомидия), Гърция, съществувало в VII хилядолетие пр.н.е. Селището е обявено в 1962 година за паметник на културата.

## Местоположение
Неолитното селище се намира на около 13 km северно от Бер и на 2 km северно от Брайнат. Преобладаващото мнение сред археолозите е, че селището е било разположено на брега на Солунския залив или на блатисто езеро - лагуна. Ениджевардарското езеро до пресушаването си в 1935 година се е простирало на около 2 km северозападно от селото. Селището е от могилен тип (Тумба), тоест изкуствена селищна могила, чиято форма е резултат от непрекъснато човешко обитаване. Местността носи името Боядес (Μπογιάδες). На североизток от селото и имало открит хоризонт - море или езеро, а в другите посоки гори - запазени до 50-те години на XX век. Така селището е имало и плодородна земя и обилие от риба.

## История на разкопките
Неолитното селище е случайно открито в 1958 година от строителни работници на селски път и напоителни канали в района. Разкритието на основи и части от глинени предмети става публичен достояние и предизвиква интереса на гръцки и чуждестранни археолози. Археологът Фотис Пецас е първият, който посещава обекта. В годините 1961, 1962, 1963 и 1964 госита е проучена площ от 1800 m2 от общо 24 000 m2 от екип английски археолози, водени Робърт Дж. Роден. Находките са изложени в Берския археологически музей.

## Датировка
Животът в селището според Робърт Роден прекъсва по времето на стария неолит. Селището може да е било унищожено от наводнения, пожар или дори нашествие от хора и жителите са били принудени да се преселят в друга зона. През младата неолитна епоха селището е заселено отново.

## Находки

### Къщи
В разкопаната зона на могилата са открити общо 24 къщи, които имат правоъгълен или квадратен план, а една е с триъгълен план. Стените на тези къщи се основавали на канавки, които били облицовани с лята глина. Стените започват от земята и са били направени от дървени рамки, допълнени от мрежа от тръстика, клони и слама и измазани отвътре. Покривите са били вероятно от тръстики и греди. Открити са и ями, вероятно създадени при изкопаването на пръстта за къщите и използвани за събиране на боклука и за складове.
Една от къщите в селището е изключително голяма - 160,68 m2 в сравнение с всички останали. Тази разлика и централното положение на къщата карат археолозите да я идентифицират като възможно светилище.
Керамичните пещи са отворени нагоре и имат вътрешно глинено покритие. В тези фурни грънчарите са пекли домакински прибори, както и други глинени предмети - фигурки и прочее. Вътре в къщите са намерени прости печки (камини) за готвене и отопление.
В жилищната зона са открити 21 гроба - обикновени дупки в почвата. Мъртвите са поставяни в гробовете с прибрани колене към корема без специални грижи и покрития от тъкани или камъни.

### Керамика
В жилищната зона на селището са открити и голям брой фрагменти от керамика. Изчислено е, че тези фрагменти съответстват на 1115 съда.
При разкопките са открити и леки, добре направени глинени печати. Декоративните мотиви на печатите включват зигзагообразни или успоредни линии и меандри. Възможно е тези печати да са били използвани за украса на тялото. Но може да са били и знак за собственост, което показва, че в населеното място да е имало частна или семейна собственост.
Едни от най-забележителните предмети на керамичното изкуство на селището са петте глинени фигурки на женски фигури. В тези фигурки главата е изобразена като възел, подобен на пръчка и без черти на лицето. Очите приличат на цепка, а носът е голям. Шията е висока. Ръцете, които са с малка форма, поддържат подчертаните гърди, като полукълба. Талията е тънка. Бедрата и задните части се изразяват с прекомерна изкривеност. Краката са по-скоро конусни, а ходилата са слабо откроени или изобщо не са.

### Каменни предмети
Разкрити са и важни каменни инструменти и декоративни предмети. Такива инструменти са двете големи оси от зелен камък, над 400-те пиролитови остриета, хромелите, шипове на колата, стрели и други. Инструментите са с костени или дървени дръжки. Декоративните предмети са три каменни модела на жаби. Статуетките са гравирани с изпъстрена зелена серпентина. Тези богато украсени модели на жаби се смятат за най-важните образци на декоративни предмети от стария неолит.

### Други
При разкопките са открити и части от стан и тежести, което показва, че жените от селището са знаели как да тъкат. Тъкачите трябва да използват вълна от овце и кози и различни влакна като тъкани. Обработените костни предмети принадлежат на овце и кози, прасета, както и на водни животни - риби, миди. Сред направените предмети са шишове, остриета и игли за обработка на кожа, дръжки за кирки и брадви, катарами, щифтове и други.
Значителният брой зърна и семена от грахов тип са доказателство за обработването на почвата. Откритите в хранителните отпадъци кости принадлежат на различни животни като овце и кози, прасета, говеда, но също така и диви животни като сърни, елени, диви свине и други, а след водните - костур и миди.